# Vollbüttel
Vollbüttel ist ein Dorf in Niedersachsen.
Es gehört zur Gemeinde Ribbesbüttel im Landkreis Gifhorn. Circa 1 Kilometer östlich vom Ortskern fließt die Vollbütteler Riede.
Der Ort wurde im Jahre 1284 erstmals als Volmeresbutle erwähnt. Damals hatte er etwa 100 Einwohner. Bei Brandkatastrophen in den Jahren 1814, 1847 und 1864 wurden jeweils große Teile des Dorfes zerstört.
Die alte Mühle, die im nördlichen Teil des Dorfes stand, wurde 1864 fahrlässig angezündet. Es handelte sich hier um den Sohn des Müllers, der aufgrund eines Erbrechtsstreits seine Geschwister auf brutale Weise erschlug und in der Nacht zum 18. Juli die Mühle in Brand steckte. Insgesamt brachte der Junge seine Schwester und zwei Brüder um. Hierzu nutzte er eine Schaufel, mit der nachts solange auf sie schlug, bis sie an inneren Verletzungen starben. Nach diesen Morden legte er im Mahlraum ein Feuer, welches sich schnell bis zum Dachstuhl ausbreitete.
Das Feuer sprang auf die umliegenden Häuser über und zerstörte einen großen Teil des Ortes.
Im Volksmund wird bis heute von den Schaufelmorden berichtet, wobei ältere Dorfmitglieder den Jüngeren erzählen, dass sie in der besagten Nacht noch immer die Schreie der Verbrennenden hörten. 
In der Raiffeisenstraße existiert seit 1997 ein Kinomuseum. Es wird vom 1988 gegründeten „Verein der Freunde und Förderer des Museums für Kinematographie e. V.“ getragen und betrieben.
Am 1. März 1974 wurde die Gemeinde Vollbüttel aufgelöst. Ihr Hauptteil mit damals fast 600 Einwohnern wurde in die Gemeinde Ribbesbüttel eingegliedert. Das Restgebiet mit damals etwa 250 Einwohnern kam zur Kreisstadt Gifhorn.